# Фюрер, Кристиан
Кристиан Фюрер (нем. Christian Führer; 5 марта 1943 — 30 июня 2014) — немецкий евангелический пастор, сыгравший решающую роль в свержении коммунистического режима в ГДР.
В 1961—1965 годах изучал теологию в Лейпцигском университете. После ординации служил в Кольдицe. С 1980 по 2008 годы служил пастором в Николайкирхе города Лейпцига.
С 1982 года практиковал массовые «молитвы за мир» (нем. Friedensgebete) по понедельникам, на которых впоследствии стали собираться тысячи человек. Первоначально молитвы за мир носили пацифистский характер.
19 февраля 1988 года произнёс проповедь, которую назвали точкой отсчета режима Хонеккера. 4 сентября 1989 года прихожане церкви св. Николая вывесили плакат с требованием свободы, который был показан по западногерманскому телевидению. 9 октября служба переросла в шествие со свечами, в котором приняло участие около 70 тыс. человек.